# Dierogekko kaalaensis
Dierogekko kaalaensis — вид геконоподібних ящірок родини диплодактилідів (Diplodactylidae). Ендемік Нової Каледонії.

## Поширення і екологія
Dierogekko kaalaensis мешкають в гірському масиві Каала на північному заході Нової Каледонії. Вони живуть у вологих тропічних лісах, араукарієвих лісах і чагарникових заростях, що ростуть серед скель, на висоті від 80 до 1000 м над рівнем моря. Ведуть нічний, деревний спосіб життя: вдень ховаються під камінням, а вночі залазять на рослинність.

## Збереження
МСОП класифікує цей вид як такий, що перебуває на межі зникнення. Dierogekko kaalaensis загрожує знищення природного середовища та хижацтво з боку інвазивних щурів, кішок і мурах Wasmannia auropunctata.